# Hannah Barnes
Hannah Barnes (ur. 4 maja 1993 w Pembury) – brytyjska kolarka szosowa, torowa i przełajowa, dwukrotna medalistka mistrzostw świata.

## Kariera
Pierwszy sukces w karierze osiągnęła w 2010 roku, kiedy zdobyła złoty medal w madisonie na mistrzostwach Wielkiej Brytanii w kolarstwie torowym. Rok później zwyciężyła w indywidualnej jeździe juniorek na czas podczas mistrzostw kraju. W 2015 roku zajęła piąte miejsce w wyścigu The Women’s Tour. W 2016 roku została mistrzynią kraju w wyścigu ze startu wspólnego, a razem z zespołem Canyon–SRAM wywalczyła srebrny medal w drużynowej jeździe na czas na szosowych mistrzostwach świata w Doha. Podczas rozgrywanych dwa lata później mistrzostw świata w Innsbrucku wywalczyła złoty medal w drużynowej jeździe na czas. W międzyczasie zajęła trzecie miejsce w The Women’s Tour 2017. Ponadto w 2018 roku wygrywała wyścig Setmana Ciclista Valenciana, a 2019 roku wygrała pierwszy etap Giro Rosa. 
Jej siostra, Alice Barnes także została kolarką.